# Altamiro Rossato
Dom Altamiro Rossato C.Ss.R. • GOMM (Tuparendi, 23 de junho de 1925 — Porto Alegre, 13 de maio de 2014) foi um professor, acadêmico, filósofo, teólogo e bispo católico brasileiro, arcebispo emérito de Porto Alegre.

## Vida
Altamiro Rossato, da Congregação do Santíssimo Redentor, os Redentoristas, nasceu 23 de junho de 1925, em Campininha, distrito de Tuparendi no Rio Grande do Sul, filho de Emílio e Josefina Rossato.
Seus estudos efetuaram-se na seguinte ordem: De 1933 a 1937, o curso primário em Santa Rosa. De 1939 a 1942, curso ginasial, no Seminário Redentorista do Menino Jesus de Pinheiro Machado e Seminário Redentorista Santo Afonso de Aparecida em São Paulo, onde no período de 1943 a 1945, também absorveu o curso colegial.
Durante os anos de 1946 a 1948, cursou Filosofia no Seminário Maior Redentorista de Santa Teresinha, na cidade de Tietê, em São Paulo, no qual também cursou Teologia.
No dia 27 de dezembro de 1951 foi ordenado sacerdote.
No ano de 1952 bacharelou-se em Filosofia pela Pontifícia Universidade Santo Tomás de Aquino (Angelicum), em Roma. Nesta mesma universidade, em 1953, fez o Mestrado e o Doutorado em Filosofia. Em 1955, ainda no Angelicum, tornou-se Mestre em Teologia, e no Instituto de Espiritualidade de Santo Tomás, em Roma, doutorou-se em Espiritualidade.
De 1962 a 1964 foi reitor da Igreja de Santa Cruz, em Araraquara em São Paulo.
Nos anos de 1974 e 1975, especializou-se em Teologia Patrística, na Pontifícia Universidade Lateranense (Instituto Patrístico Augustinianum), obtendo o título de Doutor.

## Atividades culturais e didáticas
De 1956 a 1961 foi professor de Teologia Dogmática no Seminário Maior Redentorista em Tietê, São Paulo. De 1962 a 1964, professor de Doutrina Social da Igreja, no Colégio Progresso, em Araraquara, São Paulo. De 1965 a 1970, professor de Filosofia no Instituto Redentorista de Estudos Superiores (IRES), em São Paulo, onde lecionou Cosmologia, Metafísica, Ética, Teodocéia e História da Filosofia Antiga. De 1966 a 1967, lecionou como professor de Sociologia Religiosa, no IRES, em São Paulo.
De 1967 a 1970, assumiu a reitoria do Instituto Redentorista de Estudos Superiores, em São Paulo. Em 1968, acumulou também o múnus de Professor de Introdução à Sagrada Escritura, no IRES, em São Paulo. Em 1971, coordenou o curso de Criatividade e Pastoral, realizado pela CNBB e CRB Sul-3, em Porto Alegre, ao mesmo tempo em que foi professor de Antropologia Teológica, Escatologia e Mariologia, no Instituto de Teologia e Ciências Religiosas da PUCRS, em Porto Alegre.
Em 1972, desenvolveu a função de coordenador do curso de Psicologia e Propaganda, organizado pela CNBB e CRB Sul-3, em Porto Alegre, a de professor de Antropologia Filosófica na Faculdade de Filosofia da Imaculada Conceição de Viamão, no Rio Grande do Sul; de coordenador do curso Intercongregacional da CRB Sul-3, em Porto Alegre, e de professor de História da Teologia, na PUCRS, em Porto Alegre. Em 1973, lecionou no curso de Teologia Religiosa, realizado no Notre Dame, em Passo Fundo, foi lente de Antropologia Religiosa na Faculdade de Filosofia Imaculada Conceição, em Viamão, e professor de Introdução à Teologia Patrística, na PUCRS.
No período de 1971 a 1973, foi membro da comissão de levantamento e pesquisa do Sínodo de Porto Alegre e membro da comissão de reflexão teológica, foi perito do Sínodo da Arquidiocese de Porto Alegre; em 1974 foi professor de História da Filosofia na Faculdade de Filosofia em Viamão. Em 1976, coordenou o Departamento de Teologia Sistemática, foi professor de Antropologia Filosófica e Teológica, de Introdução à Teologia Patrística e da Teologia dos Sacramentos, na PUCRS, além de lecionar Cosmologia na Faculdade Imaculada Conceição, em Viamão.

## Episcopado

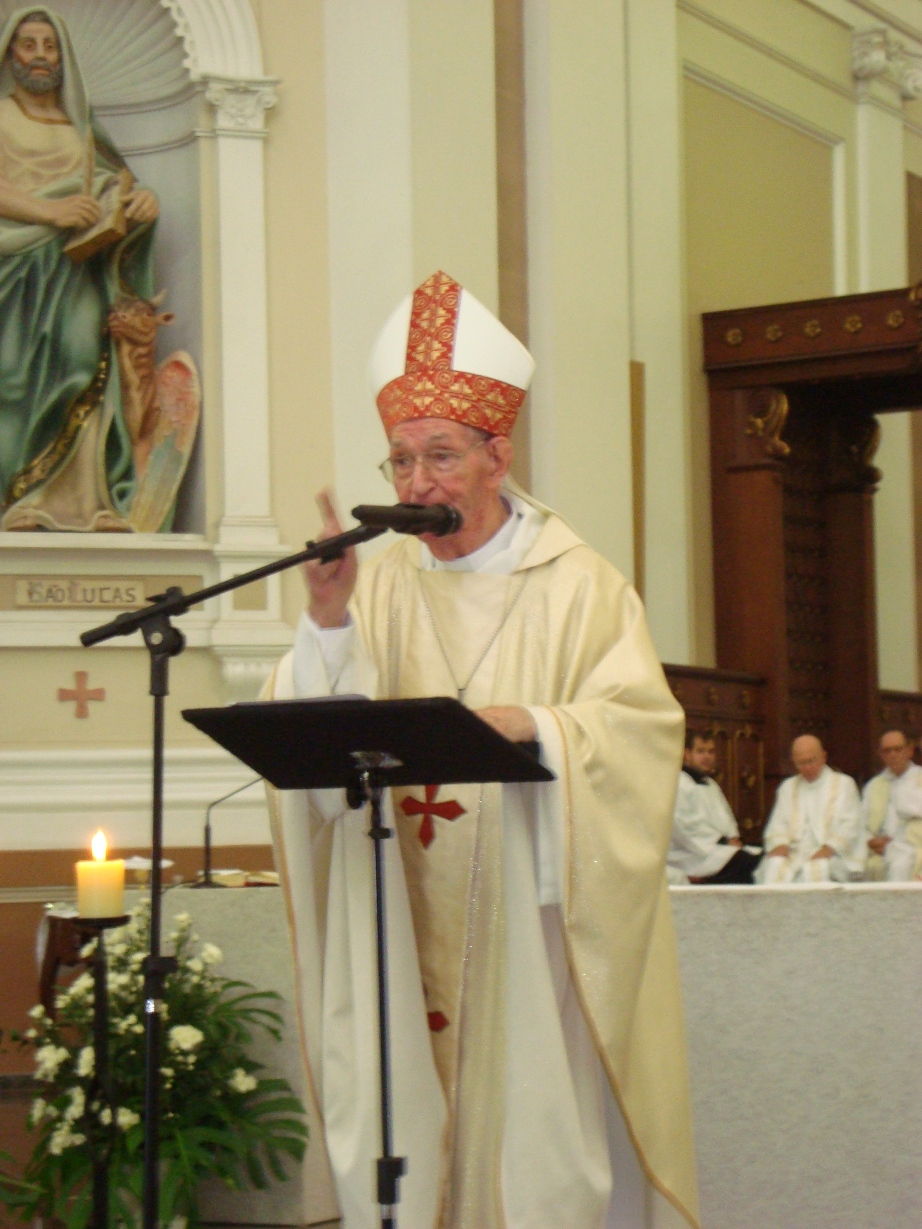
Dom Altamiro presidindo uma missa no dia 6 de março de 2011 na Catedral Metropolitana de Porto Alegre por ocasião do seu Jubileu de Prata Episcopal.

No dia 2 de março de 1986 foi ordenado bispo na cidade de Marabá, no Pará. Em 21 de maio de 1989 é elevado a dignidade de arcebispo, como coadjutor em Porto Alegre, com direito a sucessão, o que aconteceu em 17 de julho de 1991, sucedendo a Dom João Cláudio Colling.
Como Arcebispo da Arquidiocese de Porto Alegre, teve a missão de guiar no início da década de 90, a Igreja nas pegadas da Nova Evangelização e da 4ª Conferência de Santo Domingo.
Seguindo o IX Plano de Pastoral da Arquidiocese de Porto Alegre, promulgado por seu antecessor Dom Cláudio, foram feitas duas adaptações (os chamados livrinhos azul e vermelho): 1ª) Em novembro 1993 fez uma revisão do projeto para o período 1994 a 1997; 2ª) Em junho de 1997 foi elaborado a segunda adaptação do Plano de Pastoral, já em vista do Projeto Nacional de Evangelização - Rumo ao Novo Milênio, da CNBB.
Em 1996, foi admitido pelo presidente Fernando Henrique Cardoso à Ordem do Mérito Militar no grau de Grande-Oficial especial.
Já no final da mesma década, à preparação trienal para o Grande Jubileu do Ano 2000, tendo encabeçado o projeto Missão Popular (inspirado no projeto missionário de sua congregação), que tinha como lema: "Na Igreja de Cristo, todo batizado é missionário".
No dia 7 de fevereiro de 2001 teve sua renúncia aceita ao governo da Arquidiocese de Porto Alegre pelo Papa João Paulo II. Em 26 de março de 2001 recebe o Título Honorífico de Cidadão de Porto Alegre.
Era membro do conselho diretor da Rede Vida de Televisão. Dom Altamiro, de 2005 a 2008 foi moderador do Tribunal Eclesiástico Interdiocesano de Porto Alegre (primeira instância).
No dia 6 de março de 2011 presidiu na Catedral Metropolitana de Porto Alegre, uma Solene Celebração Eucarística por ocasião dos 25 anos de sua ordenação episcopal.
Aos 27 de dezembro de 2011 presidiu uma Solene Celebração Eucarística na Catedral Metropolitana de Porto Alegre, por ocasião dos 60 anos de sua ordenação sacerdotal.
Faleceu em Porto Alegre, aos 88 anos, no dia 13 de maio de 2014.

## Ordenações Episcopais
Dom Altamiro ordenou os seguintes bispos:
1. José Clemente Weber (1994, na Catedral Metropolitana de Porto Alegre)
2. Protógenes José Luft, SdC (2000, na Paróquia Nossa Senhora do Trabalho em Porto Alegre)

Dom Altamiro co-ordenou os seguintes bispos:
1. Eduardo Benes de Sales Rodrigues (1998)
2. Jacinto Inácio Flach (2004)
3. Roberto Francisco Ferrería Paz (2008)

## Brasão e lema
- Brasão: Em campo pleno de azul (blau), uma cruz latina de prata, assente sobre ondas do mesmo metal e que simbolizam a Paz; ladeando a cruz, letras gregas em negro, significando "Mãe de Deus", a padroeira da Catedral, da Arquidiocese e da Cidade de Porto Alegre; e "Mãe do Perpétuo Socorro", devoção cuja propagação está ligada à Congregação do Santíssimo Redentor, bem assim quatro nuvens prateadas, lembrando elevação espiritual. Emerge, da parte superior do escudo, em carnação, a "Mão do Pai", em gesto de proteção.
- Lema: Fiat voluntas tua (Faça-se em mim a tua vontade)